# Automolus leucophthalmus
Automolus leucophthalmus наричан Белоокият тикотико е вид птица от семейство Furnariidae.

## Разпространение и местообитание
Видът е разпространен в Аржентина, Бразилия и Парагвай.
Този вид се счита за доста често срещан в естественото си местообитание, Ниската част на влажните гори на Атлантическата гора, главно под 1000 м надморска височина. Въпреки че популацията му не е количествено определена, тя се счита за съвсем обикновена птица, въпреки че прозира низходяща тенденция поради унищожаването на местообитанието им.

## Характеристики

#### Основно Описание
Видът Automolus leucophthalmus е описан за първи път от немския натуралист Maximilian zu Wied-Neuwied през 1821 г. под научното наименование Anabates leucophthalmus. Основното местообитание е: «Río Cachoeira, Bahia, Бразилия.»

#### Етимология
Мъжкото родово име „Automolus“ произлиза от гръцкото „automolos“: дезертьор; Името на вида leucophthalmus идва от гръцкото leukos - бяло и oftalmos – око, което означава „белоок“.

#### Таксономия
Pernambuco ticotico (Automolus lammi) доскоро се смяташе за подвид на настоящия, но беше отделен от него въз основа на значителни разлики във вокализацията и някои различия в оперението. Разделянето е одобрено в предложение № 369 до Южноамериканския класификационен комитет (SACC).
Подвидът sulphurascens варира клинично, популациите на по-влажни зони са по-тъмни от тези в сухите. Във вътрешността съответно са по-бледи. Подвидът bangsi (от Bahia) е синоним на основното наименование, следствие от объркването по отношение на типа на местонахождението на названието на птицата.

#### Подвидове
Според класификациите на Международния орнитологичен конгрес (МОК) и Clements Checklist v. 2018,13 са признати два подвида със съответното им географско разпространение:
- Automolus leucophthalmus leucophthalmus (Wied-Neuwied, 1821) – este de Brasil (este de Bahia).
- Automolus leucophthalmus sulphurascens (M.H.C. Lichtenstein, 1823) – южна централна и югоизточна Бразилия (югоизточно от Мато Гросо, южно от Гояс и южно от Бахия на юг до Рио Гранде до Сул), източно от Парагвай и североизточно от Аржентина (Мисионес).